# De Nationale Geheugentest
De Nationale Geheugentest is een Nederlandse televisiequiz gepresenteerd door Loretta Schrijver en Harm Edens.
In deze quiz wordt er onderzocht hoe goed het geheugen is van de mens, door middel van vragen en fysieke toetsen.
De winnaar van deze quiz krijgt een trofee voor het slimste geheugen.

## 2008

### Deelnemende bekende Nederlanders
- Minke Booij (8.9, hoogste van de prominenten)
- Frans van Deursen (8.3)
- Lieke van Lexmond (8.0, gedeelde derde plaats)
- Manuëla Kemp (8.0, gedeelde derde plaats)
- Joris Linssen (7.6)
- Mark van Eeuwen (7.4)
- Tonny Eyk (6.8)

### Deelnemende groepen
- De prominenten (7.9)
- De schakers (7.8)
- De VMBO-eindexamenklas (7.7, gedeelde derde plaats)
- De kroegtijgers (7.7, gedeelde derde plaats)
- De dorpsoudsten (5.6)
- De geschiedenisleraren (7.2)

### Overige resultaten
- Gemiddelde score van Nederland (7.0)
- Mannen (6.7) / Vrouwen (7.3)
- Stadsbewoners (7.3) / Dorpsbewoners (6.7)
- Hoogste score in het publiek (9.5, in het vak van de kroegtijgers)

## 2007

### Deelnemende bekende Nederlanders
- Dick Passchier (6.7)
- Bert van Leeuwen (7.0)
- Jan de Hoop (?)
- Pernille La Lau (?)
- Maud Mulder (?)
- Gigi Ravelli (7.8, hoogste van de prominenten)
- Martine van Os (7.4)

### Deelnemende groepen
- Kaartspelers (7.8)
- Tieners (7.7)
- Boksers (7.5)
- Prominenten (7.4)
- Toneelspelers (7.3)
- Senioren (6.0)

### Overige resultaten
- Gemiddelde score van Nederland (7.1)
- Mannen (6.9) / Vrouwen (7.3)
- Hoogste score in het publiek (9.0, een toneelspeelster in het vak van de boksers)